# Vilmarie Castellvi
Vilmarie Castellvi (ur. 21 marca 1981) – portorykańska tenisistka.

## Kariera tenisowa
Zadebiutowała w maju 1997 roku, reprezentując swój kraj w rozgrywkach Pucharu Federacji. Zagrała wtedy cztery mecze, z których jeden wygrała. Ponownie pojawiła się na kortach w 1999 roku, też biorąc udział w Pucharze Federacji. W maju tego samego roku wzięła po raz pierwszy udział w rozgrywkach ITF, uczestnicząc w turnieju w Baltimore. Był to bardzo udany debiut, w którym najpierw wygrała kwalifikacje, pokonując decydującym meczu Julie Ditty, a potem w turnieju głównym doszła aż do finału, gdzie jednak Amerykanka Whitney Laiho okazała się od niej lepsza. W 2001 wygrała swój pierwszy turniej ITF w Evansville, w którym w parze z Alison Ojeda tryumfowała w grze podwójnej. W lipcu 2002 roku zwyciężyła po raz pierwszy w grze singlowej, pokonując w finale turnieju w Harrisonburgu Varvarę Lepchenko. W sumie wygrała dwa turnieje w grze singlowej i cztery w grze deblowej rangi ITF.
W październiku 2003 roku zagrała w kwalifikacjach do turnieju WTA w Quebecu, ale w decydującym o awansie do fazy głównej meczu przegrała z Meilen Tu. W następnym roku, w styczniu, wzięła udział w kwalifikacjach do turnieju wielkoszlemowego Australian Open, ale przegrała w pierwszej rundzie z Evą Fislovą. Następnie grała kwalifikacje do French Open, w których wygrała swój pierwszy mecz w tego typu rozgrywkach, pokonując w pierwszej rundzie Michaelę Paštikovą. W drugiej przegrała z Julią Schruff. Jeszcze lepiej poszło jej w kwalifikacjach do Wimbledonu, gdzie dotarła do trzeciej rundy, pokonując po drodze Xie Yanze i Adrianę Serra Zanetti. W trzeciej rundzie, po zaciętym trzysetowym meczu, musiała uznać wyższość Amerykanki Mashony Washington. Taki sam etap osiągnęła w kwalifikacjach do US Open, tym razem przegrywając w trzeciej, decydującej o awansie do fazy głównej rundzie, z Shikhą Uberoi.
W roku 2005 kontynuowała swoje starania do występów w turniejach wielkoszlemowych, ale tak jak w poprzednim roku dochodziła co najwyżej do trzeciej rundy kwalifikacji. Pomimo tego odnotowała w tych rozgrywkach kilka wartościowych zwycięstw, pokonując takie zawodniczki jak: Sandra Klösel, Shiho Hisamatsu, Virginie Pichet, Silvija Talaja, Vanessa Henke czy Arantxa Parra Santonja.

## Wygrane turnieje rangi ITF
| turnieje z pulą nagród 100 000 $ |
| turnieje z pulą nagród 75 000 $  |
| turnieje z pulą nagród 50 000 $  |
| turnieje z pulą nagród 25 000 $  |
| turnieje z pulą nagród 15 000 $  |
| turnieje z pulą nagród 10 000 $  |

### Gra pojedyncza
|    | Data       | Turniej      | Kat. | ($)    | Naw.   | Finalistka        | Wynik         |
| 1. | 04/08/2002 | Harrisonburg | ITF  | 10 000 | twarda | Varvara Lepchenko | 6:2, 6:0      |
| 2. | 19/10/2003 | Meksyk       | ITF  | 25 000 | twarda | Kildine Chevalier | 6:2, 4:6, 7:6 |